# 郑万高速铁路
郑万高速铁路是中国大陆一条连接河南省郑州市与重庆市万州区的高速铁路，全长约818公里，设计时速350公里/小时，估算投资980亿元，于2015年四季度开工建设，总工期6年，2022年建成通车。郑万高速铁路与渝万城际铁路、渝万高速铁路合称为郑渝高速铁路，其郑州至襄阳段和襄阳至重庆段分别属于八纵八横中的呼南高速铁路通道和沿江高铁通道。

## 概况

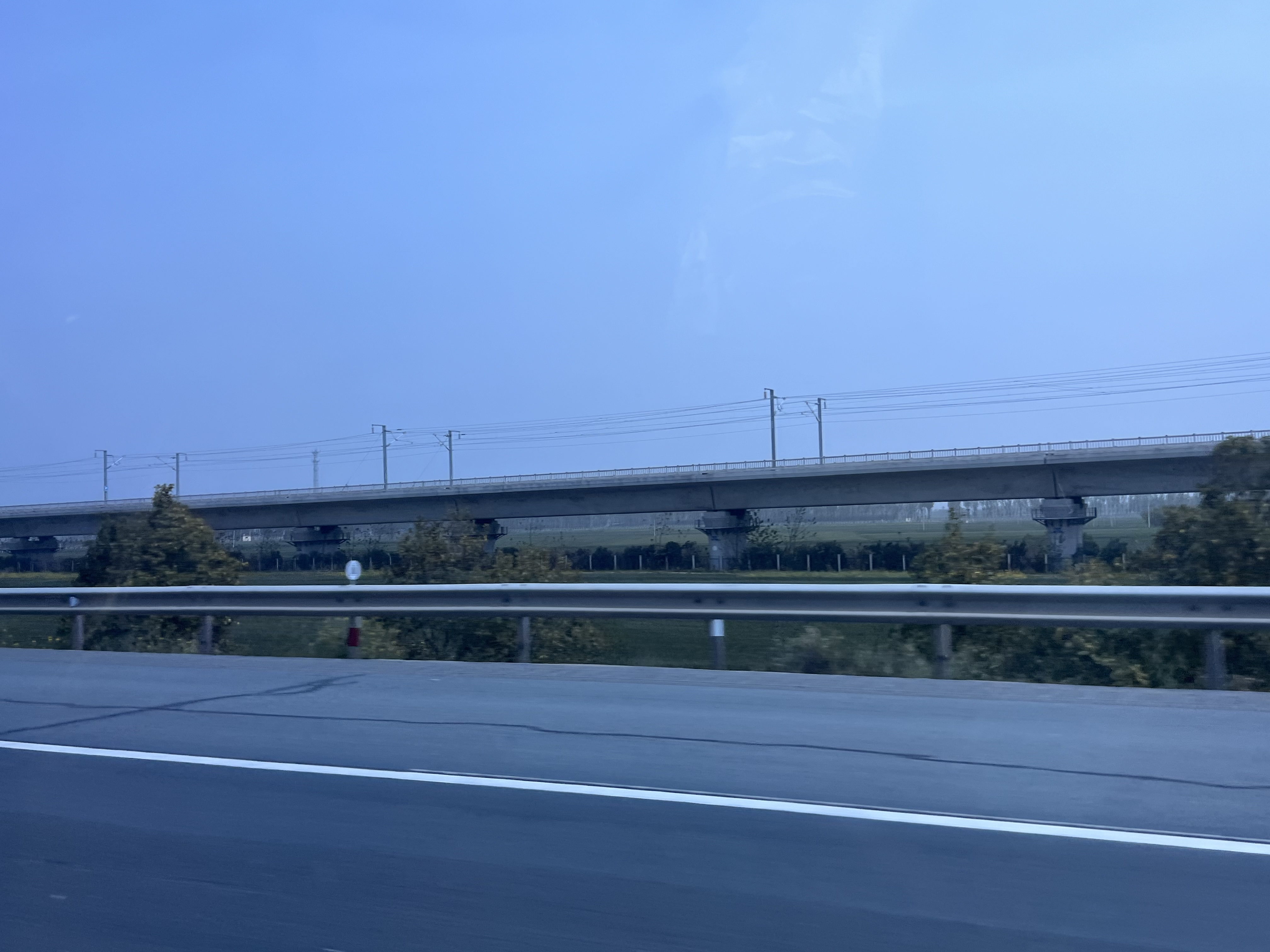
郑万高铁河南南阳新野段 摄于2023.04

2014年12月28日，郑万高速铁路与郑机城际铁路的并行线部分开工。
2015年7月30日，环境保护部批复郑万高铁环境影响报告书；8月28日，国家发展和改革委员会批复郑万高铁可行性研究报告。10月31日，郑万高铁河南段开工建设。
2016年6月24日，河南段全线正式开工。12月，湖北段、重庆段开工建设。
2019年8月13日，河南段开始联调联试；10月28日，郑州至襄阳段进入试运行阶段；12月1日，郑州东站至襄阳东站开通运营。
2021年9月28日，重庆段新建站房完成建设。10月10日，湖北段全面铺轨；12月21日，郑万高铁全线铺轨完成。
2022年1月28日，万州北至巫山段启动联调联试。2月28日，襄阳东至巴东北段进入联调联试。4月12日，巴东至万州段成功实现隧道内单列时速403公里，相对交会时速806公里的运行试验，创造了高铁动车组列车隧道交会速度世界纪录。4月14日，郑渝高铁襄阳东至万州北段开始进行全线拉通试验，对全线各系统进行综合检测。4月22日，万州北至巫山段进入运行试验阶段。
2022年6月20日，鄭萬高速鐵路全線通車。

## 途经城市
- 河南省：郑州市、开封市、许昌市、禹州市、平顶山市、南阳市、邓州市
- 湖北省：襄阳市、南漳县、保康县、新华镇、兴山县、巴东县
- 重庆市：巫山县、奉节县、云阳县、万州区

## 沿途桥隧
| 名称             | 位置   | 位置                 | 位置           | 长度（米） | 结构         | 备注                                 |
| ---------------- | ------ | -------------------- | -------------- | ---------- | ------------ | ------------------------------------ |
| 七峰山隧道       | 河南省 | 南阳市               | 方城县         | 5152       | 单洞双线     | 位于伏牛山脉东段，穿越七峰山森林公园 |
| 巫山小三峡隧道   | 重庆市 | 重庆市               | 奉节县、巫山县 | 18900      | 单洞双线     | 全线最长隧道                         |
| 梅溪河双线特大桥 | 重庆市 | 重庆市               | 奉节县         | 687.8      | 上承式拱桥   | 位于三峡库区自然保护区内             |
| 神农溪双线大桥   | 湖北省 | 恩施土家族苗族自治州 | 巴东县         | 457.1      | 连续钢构桥梁 | 主跨220米，横跨神农溪，全线跨度最大  |

## 与其它线路的连接
在郑州枢纽与郑西客运专线、京广客运专线、郑徐客运专线、郑合铁路、郑济铁路等线路接轨，在重庆枢纽与沪汉蓉快速客运通道、沪渝蓉高速铁路、渝昆高速铁路、渝长客运专线、渝黔铁路等线路接轨。